# Żywot nabożny panny Eufraksyjej
Żywot nabożny panny Eufraksyjej – tekst prozatorski w języku polskim przedstawiający żywot mniszki Eufraksji, zapisany w 1524.
Rękopis, przechowywany w Bibliotece Krasińskich w Warszawie, został zniszczony w czasie II wojny światowej. Zapis obszernego dzieła (137 stron) pochodził z 1524. Dokonał go nieznany zakonnik, podpisany jako Adam (brat Jadam). Żywot oparty został na wcześniejszym tekście przetłumaczonym z łacińskiego dzieła Vita sanctae Eufraxiae. Utwór, opisujący przykładne życie mniszki Eufraksji, przeznaczony był dla zakonnic. Dużo miejsca zajmowały w nim motywy demonologiczne. Zakonnica walczyła z pokusami cielesnymi wywoływanymi przez szatana, wykorzystując do tego umartwienia, modlitwy i zaklęcia. W żywocie znalazł się też opis egzorcyzmów dokonanych przez Eufraksję, w wyniku których szatan opuścił opętaną kobietę.